# Moriz Benedikt (neurolog)
 For alternative betydninger, se Moriz Benedikt. (Se også artikler, som begynder med Moriz Benedikt)
Moriz Benedikt (født 4. juli 1835 i Eisenstadt, død 14 april 1920 i Wien) var en tysk læge.
Benedikt blev professor i nervepatologi og elektroterapi ved Wiens Universitet. Han grundlagde, sammen med Cesare Lombroso, kriminalantropologien. Blandt hans fremste arbejder må nævnes Elektrotherapie (1868, 2. udgave 1874-76), Anatomische Studien av Verbrecher-Gehirnen (1879) samt Zur Psychophysik der Moral (1875).